# استنینگتون، نورث‌آمبرلند
استنینگتون (به انگلیسی: Stannington) یک روستا و محله مدنی در بریتانیا است که در نورث‌آمبرلند واقع شده‌است. استنینگتون ۱٬۲۱۹ نفر جمعیت دارد.